# Чан Хёнсын
Чан Хён Сын (кор. 장현승; род. 3 сентября 1989 года ) также известный как Хёнсын — южнокорейский певец. Является бывшим участником бойбенда BEAST. В 2011 году группа выиграла номинацию «Артист Года» на Melon Music Awards.
Хёнсын также являлся частью дуэта Trouble Maker с Хёной. В декабре 2011 года был выпущен их первый одноимённый мини-альбом.

## Карьера

### 2004−09: Предебют и дебют в BEAST
В 2004 году 15-летний Хёнсын проходил прослушивание в YG Entertainment. Он был отчислен во втором раунде, но пошёл к Ян Хён Соку и был принят в компанию в качестве трейни.
Хёнсын проходил стажировку в течение года и четырех месяцев для дебюта в составе Big Bang. В то время он использовал псевдоним «So-1». Внимание публики он получил после участия в пре-дебютном документальном фильме о Big Bang вместе с G-Dragon, T.O.P, Тэяном, Дэсоном и Сынри. В 10-м эпизоде его исключили. Ян Хён Сок установил причиной зажатое самовыражение и поведение Хёнсына на сцене. Юн Дуджун (другой участник BEAST) решил стать певцом после просмотра этого документального фильма. Хёнсын называет свой опыт в YG как часть его становления артистом. Позже Хёнсын познакомится с Ёсобом, и они вместе отправятся в Cube Entertainment, где позже начнут стажировку для дебюта в BEAST.

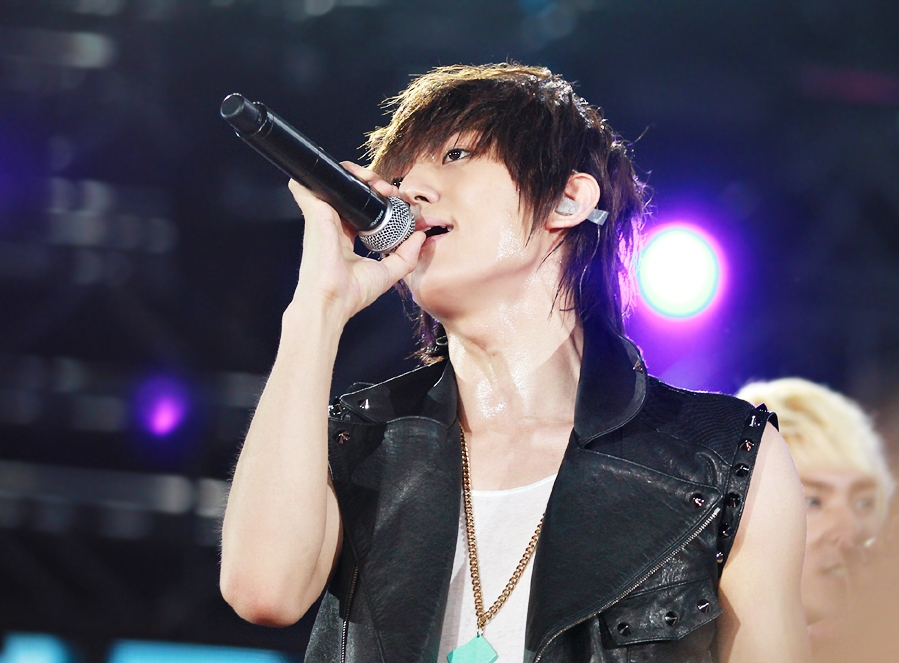
Хёнсын как часть BEAST на MBC Korean Wave в Бангкоке, март 2011 года

14 октября 2009 года был выпущен дебютный мини-альбом BEAST Beast Is the B2ST.

### 2011−настоящее время: Trouble Maker, уход из BEAST и сольная карьера
В декабре 2011 года Хёнсын стал частью дуэта Trouble Maker вместе с Хёной (бывшая участница 4Minute). В том же месяце был выпущен их дебютный одноимённый мини-альбом. В октябре 2013 года дуэт выпустил второй мини-альбом Chemistry.
7 мая 2015 года Хёнсын совершил дебют как сольный артист с мини-альбомом My. 19 апреля 2016 года было объявлено, что он покидает BEAST и продолжит карьеру в качестве сольного певца. 23 июля стало известно, что он примет участие в танцевальном шоу «Зажги сцену». 13 декабря он продлил свой эксклюзивный контракт с Cube.

## Личная жизнь
У Хёнсына есть младшая сестра Чан Ге Рим. 5 января 2018 года его агентство подтвердило, что Хёнсын состоит в отношениях с бывшей гимнасткой Син Су Джи. В апреле того же года стало известно, что пара распалась. Его отец умер 20 сентября 2012 года от сердечного приступа.

## Награды и номинации
| Год  | Премия         | Номинация                     | Что номинировано | Результат |
| ---- | -------------- | ----------------------------- | ---------------- | --------- |
| 2016 | V Chart Awards | Лучший Мужской Артист — Корея | Хёнсын           | Победа    |